# ジョン・リッテンガバー
ジョン・リッテンガバー（英語: John Lettengarver、1929年4月29日 - 1997年1月14日）は、アメリカ合衆国、セントポール出身のフィギュアスケート選手（男子シングル）。
1948年サンモリッツオリンピック4位。1948年世界選手権4位。

## 主な戦績
| 大会/年      | 1946-47 | 1947-48 |
| ------------ | ------- | ------- |
| オリンピック |         | 4       |
| 世界選手権   |         | 4       |
| 欧州選手権   |         | 5       |
| 全米選手権   | 2       | 3       |